# فروپاشی (فیلم)
سقوط (انگلیسی: Falling Down) فیلم دلهره‌آور روان‌شناختی آمریکایی به کارگردانی جوئل شوماخر با بازی مایکل داگلاس که در سال ۱۹۹۳ منتشر شد. در این فیلم مایکل داگلاس در نقش ویلیام فاستر، یک مهندس سابق دفاعی مطلقه و بیکار بازی می‌کند. این فیلم به سفر فاستر در سراسر شهر لس‌آنجلس می‌پردازد، زیرا او تلاش می‌کند به موقع برای تولد دخترش به خانه همسر سابقش برسد. در طول مسیر، یک سری برخوردها، چه پیش پا افتاده و چه تحریک آمیز، باعث می‌شود که او با خشونت فزاینده واکنش نشان دهد و مشاهدات طعنه آمیزی در مورد زندگی، فقر، اقتصاد و تجارت داشته باشد. این فیلم نقدهای متفاوت تا مثبتی دریافت کرد. این فیلم در مقابل بودجه ۲۵ میلیون دلاری ۹۶ میلیون دلار فروخت و در دو هفته اول اکران خود در گیشه ایالات متحده جایگاه اول را به خود اختصاص داد.
نام فیلم که اشاره به فروپاشی روانی شخصیت اصلی داستان یعنی «ویلیام فاستر» (با بازی مایکل داگلاس) دارد، از ترانهٔ مشهور کودکان با نام «پل لندن در حال فروریختن است» گرفته شده‌است، چرا که این فروپاشی روانی بعنوان یکی از موتیف‌های فیلم، بارها و بارها تکرار می‌شود. این فیلم در ایران با عنوان سقوط دوبله شده‌است. 

## بازیگران
- مایکل داگلاس
- رابرت دووال
- باربارا هرشی
- تیوزدی ولد
- فردریک فورست
- لوئیس اسمیت
- دی دبلیو موفت
- ریچل تیکوتین